# Nowe wyzwanie
Nowe wyzwanie – debiutancki album polskiego rapera Pęku. Został wydany 8 listopada, 2001 roku nakładem wytwórni R.R.X.
Gościnnie występują między innymi Borixon, Pih, Tede czy DJ 600V.

## Lista utworów
Opracowano na podstawie źródła.
1. "Od wszystkiego się oderwij"
2. "Faureli 2"
3. "Przeskok I"
4. "16-latka"
5. "Kolejna płyta powstała, kolejna część" (gościnnie: Borixon)
6. "Zawirowania"
7. "Pieniążek 2" (gościnnie: Franek)
8. "Nowe wyzwanie"
9. "Szare podwórka" (gościnnie: Pih, Gracjan)
10. "PSF w wersji lajtowej"
11. "No to nara..." (gościnnie: Radoskór)
12. "T.T.F.B." (gościnnie: Tede, Numer Raz, Borixon, Gracjan)
13. "Wiesz..." (gościnnie: Wojtas)
14. "Wilczy Apetyt 2" (gościnnie: Borixon)
15. "Nie ma przerwy..."
16. "To co mnie kręci"
17. "Pierwsze nagranie" (gościnnie: Projekt Hamas)
18. "Przeskok 2 sentymentalny"
19. "Rap wchodzi w krew" (gościnnie: 600V RMX)
20. "Wakacje"
21. "Zawirowania" (wersja org.)